# 1106 w literaturze
Wydarzenia literackie w 1106 roku.

## Urodzili się
- Chodża Ahmad Jasawi, turecki poeta (zm. 1166)